# Froukje Jansen
Froukje Catharina Johanna Jansen (Den Haag, 5 oktober 1976) is een Nederlands presentatrice, actrice en ex-turnster.

## Biografie
Froukje Jansen begon haar carrière als turnster. Enige tijd na het winnen van het Nederlands kampioenschap in 1997 besloot ze haar sportcarrière te beëindigen.
In 2002 stond ze in het ensemble van de musical Aladdin. In 2003 werd ze medepresentator van het jongerenprogramma 6pack, dat elke werkdag in de nachtelijke uren werd uitgezonden door SBS6 en Veronica. Na vier seizoenen besloot Jansen in 2006 over te stappen naar omroep LLiNK, omdat zij zich meer wilde richten op de bewustzijnsverandering die nodig is voor een meer rechtvaardige en duurzame wereld. Ze reisde voor het programma LLiNK op Reis onder andere naar Iran. Eind 2006 presenteerde ze voor Net5 het programma On a mission, samen met Art Rooijakkers.
Jansen presenteerde het programma LLinke Soep voor de omroep LLiNK. Hierin ging ze onder andere op bezoek bij BN'ers om te controleren hoe 'groen' ze zijn. Daarnaast presenteerde ze 3 op Reis, samen met Floortje Dessing en Sebastiaan Labrie, de Consuminderman en Expedition Unlimited. Wegens financiële problemen van LLiNK in 2009 was de omroep genoodzaakt het contract met Jansen en Dessing te beëindigen.
In 2009 was Jansen kandidate in het AVRO-televisieprogramma Wie is de Mol?, waarin ze in aflevering 5 afviel.
Vanaf 2 juni 2009 presenteerde Jansen voor de VARA een maand lang iedere werkdag De zomer draait door, een zomerse variant op het populaire programma De Wereld Draait Door. Ze deed dit samen met afwisselend Waldemar Torenstra en Art Rooijakkers.
Sinds 2010 is Jansen medebestuurslid van het NatuurCollege, een organisatie die zich inzet voor herstel van de verbondenheid tussen mens en natuur.
Vanaf januari 2014 presenteert ze het programma Clubgenoten voor TV Gelderland.